# Angelus August Eugeen Angillis
Angelus August Eugeen Angillis (Rumbeke, 8 mei 1830 – Rumbeke, 30 november 1870) was notaris in Rumbeke en archivaris van Roeselare. 

## Levensloop
Als jongeman raakte Angillis betrokken bij de Vlaamse Beweging. Met zijn klasgenoot Guido Gezelle aan het Klein Seminarie Roeselare sloot hij een pact om altijd het Nederlands te gebruiken. Een cultureel leven volgde daarop.
Zo was was hij stichter en erevoorzitter van de toneel- en letterkundige vereniging De vereenigde vrienden. Daarnaast was hij onder meer lid van Met Tyd en Vlyt en de Société d'Emulation.
Hij vatte het plan op met Edward Van Even Werken der Vlaemsche dichteressen uit den voortijd uit te geven. In 1854 verscheen de eerste aflevering, Liederen eener onbekende kloosterlinge uit de 13e eeuw, voor de eerste mael uitgegeven naer een hs. der Burgondische Bibliotheek. Interesse voor deze uitgave bleek echter beperkt te zijn, zodat het bij deze aanzet bleef.

## Privé
Hij was de zoon van notaris en volksvertegenwoordiger Angelus Benedictus Xaverius Angillis. In 1857 trouwde hij met Julia Dewulf.

## Publicaties
Alléén gaf hij uit: 
- Geschiedenis der Rousselaersche Rederykerskamer ‘de zeegbare Herten’, Thielt, 1854 (met een tweede uitgave in 1856);
- Dry legenden uit West-Vlaenderen, Roeselare, 1856;
- Rumbeeksche Avondstonden, Roeselare, 1856-'58;
- Over de Rederykkamer ‘Altoos doende’ te Leffinghe, Roeselare, 1857;
- Over eenige Zuid-Nederlandsche dichteressen, Antwerpen, 1858;
- De Keure der Stad Roeselare.

Verder gaf hij een aantal bijdragen in tijdschriften en dagbladen, zoals Dietsche Warande, De Eendragt en Rond den Heerd.